# Plac Besarabski
Plac Besarabski (ukr. Бессарабська площа) – plac znajdujący się na południowo-zachodnim końcu Chreszczatyku, głównej ulicy Kijowa, stolicy Ukrainy. Znajduje się on w rejonie szewczenkowskim, na ruchliwym skrzyżowaniu Chreszczatyku, z Bulwarem Tarasa Szewczenki, ulicą Wełyka Wasylkiwśka i ulicą Rodu Krutji.
Do końca 1840 roku plac znajdował się na obrzeżach miasta, gdzie imigranci z Besarabii przyjeżdżali sprzedawać swoje produkty. Obecnie Plac Besarabski jest jednym z trzech placów na ulicy Chreszczatyk, inne to Plac Niepodległości i Plac Europejski.